# Gentiana tetrasepala
Gentiana tetrasepala är en gentianaväxtart som beskrevs av Kalipada Biswas. Gentiana tetrasepala ingår i släktet gentianor, och familjen gentianaväxter. Inga underarter finns listade i Catalogue of Life.